# P'tit Louis (marque)
Pour les articles homonymes, voir P'tit Louis.
P'tit Louis est une marque commerciale de fromage à pâte fraîche au lait de vache pasteurisé, lancée en 1990 par Bongrain, ciblant les enfants,. La fabrication de ces fromages est assurée par Fromarsac, filiale de Savencia Fromage & Dairy.

## Histoire
P'tit Louis est la première gamme fromagère de Bongrain destinée aux enfants,, produite en 1990 par Fromarsac après trois années d'études.

## Composition
Lait entier (63%) et crème pasteurisés (Origine: France), eau, concentrés de minéraux du lait, sel, arôme, épaississants: farine de graines de caroube et carraghénanes, correcteur d'acidité: acide lactique, vitamine D.

## Emballage
L'emballage destiné à la marque P'tit Louis a été conçu par l'agence I.G. Design. Consistant en une double coque en plastique, elle présente l'intérêt de protéger le fromage plus longtemps, innovation ayant marqué le marketing alimentaire des années 1990.

## Gamme
La gamme P'tit Louis se décline sous plusieurs formats :
- P'tit Louis, marque principale apposée sur un fromage au lait entier destiné à des enfants;
- Kidiboo, marque apposée sur un bâtonnet de fromage blanc destiné à de petits enfants.

## Produits dérivés,goodies
En 1997, la marque accompagne ses produits d'une série de 8 pogs.
En 2000 c'est une série d'album de bande dessinée qui accompagnent les fromages. La série comportera au total 12 tomes différents mettant en scène un jeune garçon portant une casquette à double visière rappelant la coque du fromage. Les scénarios sont de Erroc et les dessins de Frantz Duchazeau.
En 2002, on trouve dans chaque boîte de P'tit Louis un aimant (stack) Pokémon. La série comprend dix aimants différents reprenant les personnages phares de la saison 1 de Pokémon, la série,.